# Эфиопида
Эфиопида — древнегреческая эпическая поэма, созданная в VIII или VII веках до н. э. и повествующая о событиях Троянской войны, следующих за описанными в «Илиаде», особенно о подвигах Ахилла и смерти великого героя. Традиционно её включают в так называемый «Эпический цикл». Её автором считался Арктин Милетский.